# 圣贝内迪图
圣贝内迪图是巴西塞阿拉州的一个市镇。总面积338.149平方公里，总人口43196人，人口密度127.7人/平方公里。